# Maia Asatiani
Maia Asatiani (georgiska: მაია ასათიანი), född 4 maj 1977 i Tbilisi i Georgiska SSR (i dag Georgien), är en georgisk programledare och värd.
Asatiani har lett flera populära TV-program, bland annat det populära Rustavi 2-programmet "Profili" (profil). Under våren 2010 var Asatiani jurymedlem i den georgiska versionen av Got Talent-konceptet, Nitjieri. Säsongen därefter sparkades hon däremot ur juryn, och ersattes av sångerskan Sopio Nizjaradze.